# Карнов, Николай Алексеевич
Николай Алексеевич Карнов (20 января 1930 года, деревня Курагино, Алексинский район, Тульская область — 1 октября 2007 года, Алексинский район, Тульская область) — бригадир слесарей-сборщиков Алексинского химического комбината. Герой Социалистического Труда (1971), награждён орденом Ленина (1971), медалями.

## Биография
Родился Николай Алексеевич 20 января 1930 года в деревня Курагино Тульской области в многодетной семье, в которой было пятеро детей. Когда началась Великая Отечественная война Николаю было одиннадцать лет. Работать Николай Карнов пошёл рано, отец погиб на фронте и в 1944 году в возрасте четырнадцати лет был токарем инструментальщик 2-го механического цеха Мышегского арматурного завода. Затем в 1948—1950 годах работал токаем Петровского механического завода. В 1950—1953 годах — служба в Советской армии. После службы в армии вернулся на Родину и работал слесарем в цехе № 5 комбината № 100 — Алексинского химического комбината, затем в 1954 году — бригадир слесарей-сборщиков цеха № 5 (порох), с 1960 года до 1985 года Николай Алексеевич проработал бригадир слесарей-сборщиков цеха № 10 этого же комбината.
В 1959 году работал в цехе изготовления рукавов с металлооплеткой. Он предложил пятьдесят рационализаторских предложений и сорок из них были внедрены в производство. В 1969 году и в 1970 году Николай Алексеевич со своей бригадой слесарей выполнил правительственные задания по дополнительному производству на комбинате двести тысяч рукавов с металлооплеткой и выпуску рукавов для сельского хозяйства, нормы выработки — 130—135 процентов.
За высокие результаты и проявленную трудовую доблесть в 1971 году Николай Алексеевич Карнов был удостоен звания Героя Социалистического Труда с вручением ордена Ленина и золотой медали «Серп и Молот».
В 2005 году Николаю Алексеевичу присвоили звания почётный гражданин города Алексин и почётный гражданин Алексинского района.
С 1985 года на пенсии, проживал в городе Алексине.
Скончался Николай Алексеевич Карнов 1 октября 2007 года.

## Награды
- Ордена Ленина (1971);
- Медаль «Серп и Молот» (1971);
- медали.

## Звания
- Герой Социалистического Труда (1971);
- Почётный гражданин города Алексин (2005);
- Почётный гражданин Алексинского района (2005).